# Presidenti del Consiglio regionale dell'Île-de-France
Il presidente del Consiglio regionale dell'Île-de-France (in francese Présidents du conseil régional d'Île-de-France) è il capo del governo della regione francese dell'Île-de-France e il capo del suo Consiglio regionale.
Viene eletto per un periodo di 6 anni.

## Elenco
| Mandato          | Mandato          | Presidente | Presidente           | Partito | Partito                          |
| ---------------- | ---------------- | ---------- | -------------------- | ------- | -------------------------------- |
| 2 luglio 1976    | 23 giugno 1988   |            | Michel Giraud        |         | Raggruppamento per la Repubblica |
| 1988             | 1992             |            | Pierre-Charles Krieg |         | Raggruppamento per la Repubblica |
| 27 marzo 1992    | 22 marzo 1998    |            | Michel Giraud        |         | Raggruppamento per la Repubblica |
| 23 marzo 1998    | 18 dicembre 2015 |            | Jean-Paul Huchon     |         | Partito Socialista               |
| 18 dicembre 2015 | in carica        |            | Valérie Pécresse     |         | I Repubblicani                   |